# Дан љубезни
Dan ljubezni (у преводу на српски Дан љубави) поп песма је коју је 1975. на Евросонгу у Стокхолму извео југословенски и словеначки музички састав Пепел ин кри. Музику је компоновао Тадеј Хрушовар, док је текст написао Душан Велкаверх.
Након победе на Југовизији у Опатији група Пепел ин кри наступила је и на песми Евровизије 1975. као петнаести јубиларни југословенски представник на том такмичењу. Био је то четврти, а уједно и последњи пут да је Југославију представљао ТВ центар Љубљана са песмом на словеначком језику. Југословенски представници су у Стокхолму наступили током финалне вечери одржане 22. марта као осми по реду, а након гласања чланова стручних жирија свих земаља учесника заузели су 13. место са 22 освојена бода.
Песма је касније преведена и на енглески језик под насловом A Day of Love, али није остварила неки запаженији успех на иностраном тржишту.